# Ischnodora angustula
Ischnodora angustula är en skalbaggsart som beskrevs av Holzschuh 1983. Ischnodora angustula ingår i släktet Ischnodora och familjen långhorningar. Inga underarter finns listade i Catalogue of Life.